# Angelo Anelli

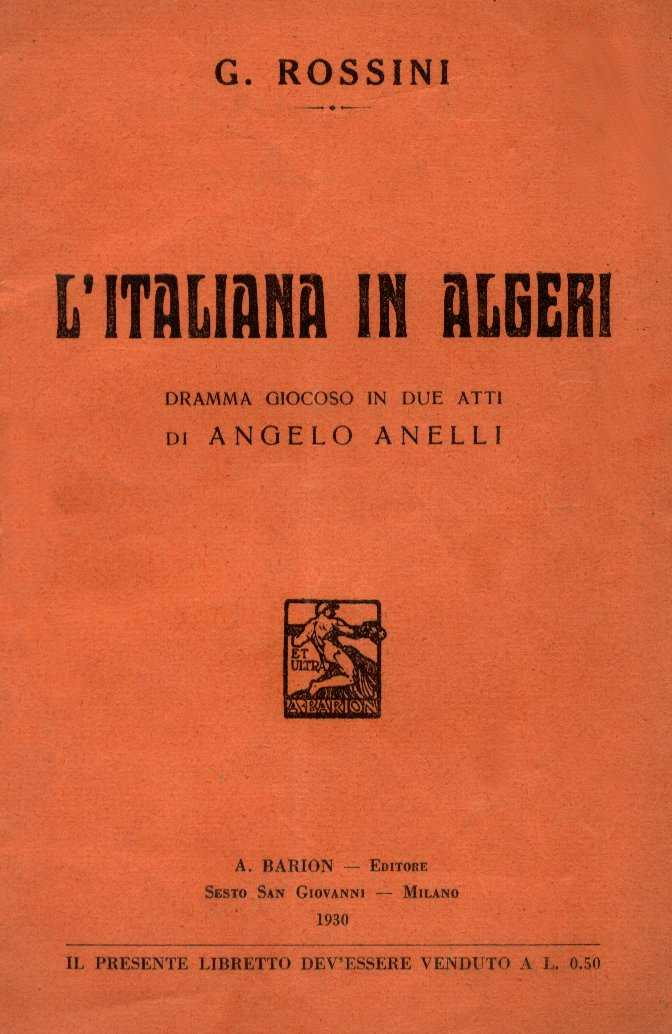
Livret de L'Italiana in Algeri

Angelo Anelli, né le 1er novembre 1761 à Desenzano del Garda et mort le 9 avril 1820 à Pavie, est un librettiste et un écrivain italien.
Il a signé ses écrits en utilisant les pseudonymes de Marco Landi, Niccolò Liprandi, Tommaso Menucci di Goro, Giordano Scannamusa, Gasparo Scopabirbe.

## Biographie
Diplômé en droit, il a été le librettiste de La Scala de 1799 à 1817, en se spécialisant dans le genre opera buffa. Il a écrit environ 40 livrets.
Il a été également un homme politique, actif pendant la République cisalpine. Il a travaillé comme professeur d'« Eloquenza Pratica Legale » à l'école royale spéciale de Milan, poste qu'il a obtenu en remportant un concours auquel avait pris part également Ugo Foscolo, qui depuis avait fait d'Anelli l'une de ses cibles polémiques favorites.
La chute de Napoléon, en 1817, a conduit à la suppression de la chaire et Anelli a été déplacé à l'université de Pavie, où il est devenu suppléant de la chaire pénale et notariale. C'est alors qu'a commencé pour lui une période de difficultés financières, qui a duré jusqu'à sa mort en 1820.
Stendhal était un de ses admirateurs et a eu des mots d'éloge pour lui dans Rome, Naples et Florence. Après avoir noté qu'« habituellement, ses pièces ne sont représentées que deux fois parce qu'à la seconde fois, elles sont interdites par la police », il affirme que dans son style « on peut reconnaître des tournures de Dancourt, Gozzi et Shakespeare ». La qualité la plus appréciée de l'écrivain italien était sa capacité de faire une satire intelligente, parfaitement compréhensible dans son contexte, mais habilement déguisée pour le profane. Cela expliquerait, selon Stendhal, le fait que sous Napoléon, il avait réussi à représenter L'Italiana in Algeri, où la société des Pappataci, caractérisée par « bien manger et bien dormir » cache en fait une critique sévère du Sénat d'Italie.

## Livrets

### Opéras
- I due supposti conti ossia Lo sposo senza moglie, dramma giocoso (aussi intitulé Lo sposo ridicolo)
  - Domenico Cimarosa - 10 octobre 1784, Milan, Teatro alla Scala
- Cinna, opera seria
  - Bonifazio Asioli - 26 décembre 1792, Milan, Teatro alla Scala
- Egilina, dramma per musica
  - Giovanni Battista Borghi - 26 janvier 1793, Milan, Teatro alla Scala
- L'oro fa tutto
  - Ferdinando Paer - août 1793, Milan, Teatro alla Scala
- La lanterna di Diogene, dramma giocoso, sotto lo pseudonimo di Niccolò Liprandi
  - Pietro Alessandro Guglielmi - automne 1793, Venise, Teatro San Samuele
- La secchia rapita, dramma eroicomico
  - Nicola Antonio Zingarelli - 7 septembre 1793, Milan, Teatro alla Scala
  - Francesco Bianchi - 13 février 1794, Venise, Teatro San Samuele
- Il Cinna
  - Marcos António Portugal - automne 1793, Florence
  - Ferdinando Paer - 12 juin 1795, Padoue, Teatro Nuovo
- Oro non compra amore ossia Il barone di Moscabianca, dramma giocoso
  - Luigi Caruso - 26 novembre 1794, Venise
  - Marcos António Portugal - 1804, Lisbonne
- Griselda o sia La virtù al cimento, dramma semiserio
  - Ferdinando Paer - janvier 1798, Parme, Teatro Ducale
- L'amor sincero, opera buffa
  - Giuseppe Farinelli - 29 mai 1799, Milan, Teatro alla Scala
- Il podestà di Chioggia, dramma giocoso
  - Ferdinando Orlandi - 12 mars 1801, Milan, Teatro alla Scala
- Il fuoruscito, dramma per musica
  - Vincenzo Pucitta - 16 juin 1801, Milan, Teatro alla Scala
- Il marito migliore, dramma giocoso, sotto lo pseudonimo di Tommaso Menucci di Goro (anche con il titolo Li due gemelli)
  - Giuseppe Gazzaniga - 3 septembre 1801, Milan, Teatro alla Scala
- I fuorusciti, dramma giocoso
  - Ferdinando Paer - 13 novembre 1802, Dresde, Kurfürstliches Theater
- Le lettere ovvero Il sarto declamatore, commedia per musica
  - Ferdinando Orlandi, printemps 1804, Milan, Teatro Carcano
- L'osteria della posta ovvero Il finto sordo, farsa giocosa
  - Giuseppe Farinelli - 18 avril 1805, Milan, Teatro Carcano
- I saccenti alla moda, dramma giocoso
  - Benedetto Neri - automne 1806, Milan, Teatro alla Scala
- Né l'un né l'altro, dramma giocoso
  - Johann Simon Mayr - 17 août 1807, Milan, Teatro alla Scala
- Belle ciarle e tristi fatti, dramma giocoso (anche col titolo Imbroglio contro imbroglio)
  - Johann Simon Mayr - novembre 1807, Venise, Teatro la Fenice
- La nemica degli uomini, dramma giocoso
  - Carlo Mellara, Venise, 1808
- L'Italiana in Algeri, dramma giocoso
  - Luigi Mosca - 16 août 1808, Milan, Teatro alla Scala
  - Gioachino Rossini - 22 mai 1813, Venise, Teatro San Benedetto
- Arminia, dramma per musica, sotto lo pseudonimo di Marco Landi
  - Stefano Pavesi - 3 février 1810, Milan, Teatro alla Scala
- Chi s'è visto, s'è visto
  - Vincenzo Lavigna - 23 avril 1810, Milan, Teatro alla Scala
- I filosofi al cimento, dramma giocoso
  - Ercole Paganini - 25 juin 1810, Milan, Teatro alla Scala
- Ser Marcantonio, dramma giocoso
  - Stefano Pavesi - 27 septembre 1810, Milan (è la fonte del libretto del Don Pasquale di Gaetano Donizetti)
- Il cicisbeo burlato, dramma giocoso
  - Ferdinando Orlandi - 1812, Milan, Teatro alla Scala
- Le bestie in uomini, dramma giocoso
  - Giuseppe Mosca - 17 août 1812, Milan, Teatro alla Scala
  - Giovanni Tadolini - 1815, Venise
- L'orbo che ci vede ossia Il medico ciabattino, melodramma
  - Pietro Generali, octobre 1812, Bologne, Teatro Corso
- Arrighetto, dramma per musica, farsa
  - Carlo Coccia - 9 janvier 1813, Venise, Teatro S. Moisè
- Bettina vedova (Il seguito di Ser Marcantonio), dramma giocoso
  - Giovanni Pacini - juin 1815, Venise, Teatro S. Moisè
- I begli usi di città, dramma giocoso
  - Carlo Coccia - 11 octobre 1815, Milan, Teatro alla Scala
  - Ignazio Azzalli, 1825, Florence, Teatro della Pergola (con il titolo La moglie avveduta)
  - Giovanni Antonio Speranza - carnaval 1840, Lucques, Teatro Pantera, con il titolo Egli è di moda ovvero I begli usi di città
  - Cesare Dominiceti - 1841, Desenzano
- La Chiarina
  - Giuseppe Farinelli - 14 juin 1816, Milan, Teatro alla Scala
- Il matrimonio per procura, farsa giocosa, sotto lo pseudonimo di Giordano Scannamusa
  - Giovanni Pacini - 2 janvier 1817, Milan, Teatro Re
- Dalla beffa il disinganno ossia La poetessa, farsa giocosa, sotto lo pseudonimo di Gasparo Scopabirbe
  - Giovanni Pacini - 12 janvier 1817, Milan, Teatro Re
- Piglia il mondo come viene , dramma giocoso
  - Giovanni Pacini - 28 mai 1817, Milan, Teatro Re
- Piglia il mondo come viene, dramma giocoso
  - Giuseppe Persiani - 26 décembre 1825, Florence, Teatro alla Pergola
- Amore ed equivoco, dramma in un atto (farsa)
  - Quirico Pecile - printemps 1827, Padoue, Teatro Novissimo
- La cameriera astuta, dramma giocoso
  - Ferdinando Paini
- L'impostore, opera
  - Franz Benedikt Dussek

### Ballets
- Admeto ed Alceste
  - Johann Simon Mayr

### Cantate
- St. Napoleone
  - Johann Simon Mayr - 16 août 1807, Milan, Teatro alla Scala
- Traiano
  - Johann Simon Mayr

## Écrits
- Argene, novella morale, Venise 1794
- Le cronache di Pindo, poema in ottava rima, publié à Milan en 8 fascicules, entre 1811 et 1818
- Il trionfo della clemenza, componimento in terza rima, per l'ingresso in Milano dell'imperatore Francesco I d'Austria, Milan 1816